# Andirá
Andirá es un municipio brasileño del estado de Paraná. Su población en el año 2010 según el censo del Instituto Brasileño de Geografía y Estadística (IBGE) era de 57.372 habitantes.